# Euselasia russata
Euselasia russata är en fjärilsart som beskrevs av Frederick DuCane Godman och Osbert Salvin 1878. Euselasia russata ingår i släktet Euselasia och familjen Riodinidae. Inga underarter finns listade i Catalogue of Life.